# Holothele steini
Holothele steini är en spindelart som först beskrevs av Simon 1889.  Holothele steini ingår i släktet Holothele och familjen fågelspindlar.
Artens utbredningsområde är Venezuela. Inga underarter finns listade i Catalogue of Life.